# Listă de conducători de stat din 1941
1937 - 1938 - 1939 - 1940 - 1941 - 1942 - 1943 - 1944 - 1945
Aceasta este o listă a conducătorilor de stat din anul 1941:

## Europa
- Regatul Unit: George al VI-lea (rege din dinastia Windsor, 1936-1952)
- Belgia: Leopold al III-lea (rege din dinastia de Saxa-Coburg, 1934-1944, 1950-1951)
- Bulgaria: Boris al III-lea (țar din dinastia de Saxa-Coburg-Gotha, 1918-1943)
- Cehoslovacia: Edvard Benes (președinte, 1935-1938, 1940-1948)
- Danemarca: Christian al X-lea (rege din dinastia de Glucksburg, 1912-1947)
- Elveția: Ernst Wetter (președinte, 1941)
- Finlanda: Risto Heikki Ryti (președinte, 1940-1944)
- Franța: Henri Philippe Petain (șef al statului, 1940-1944)
- Germania: Adolf Hitler (führer, 1934-1945)
- Grecia: George al II-lea (rege din dinastia Glucksburg, 1922-1923, 1935-1947)
- Irlanda: Douglas Hyde (președinte, 1938-1945)
- Italia: Victor Emmanuel al III-lea (rege din dinastia de Savoia, 1900-1946)
- Iugoslavia: Petru al II-lea (rege din dinastia Karagheorghevic, 1934-1945)
- Liechtenstein: Franz Josef al II-lea (principe, 1938-1989)
- Luxemburg: Charlotte (mare ducesă din dinastia de Nassau, 1919-1964)
- Monaco: Louis al II-lea (principe, 1922-1949)
- Norvegia: Haakon al VII-lea (rege din dinastia de Glucksburg, 1905-1957)
- Olanda: Wilhelmina (regină din dinastia de Orania-Nassau, 1890-1948)
- Polonia: Wladislaw Raczkiewicz (președinte, 1939-1945)
- Portugalia: Antonio Oscar de Fragoso Carmona (președinte, 1928-1951)
- România: Mihai I (rege din dinastia Hohenzollern-Sigmaringen, 1927-1930, 1940-1947)
- Spania: Francisco Franco Bahamonde (președinte, 1936-1975)
- Statul papal: Pius al XII-lea (papă, 1939-1958)
- Suedia: Gustav al V-lea (rege din dinastia Bernadotte, 1907-1950)
- Turcia: Ismet Inonu (președinte, 1938-1950)
- Ungaria: Miklos Horthy (regent, 1920-1944)
- Uniunea Sovietică: Mihail Ivanovici Kalinin (președinte, 1922-1946; anterior, președinte al Rusiei, 1919-1922)

## Africa
- Africa de sud: Patrick Duncan (guvernator general, 1937-1943)
- Așanti: Prempeh al II-lea (așanteșene, 1931-1970)
- Barotse: Yeta al III-lea (sau Litia) (litunga, 1916-1945)
- Benin: Akenzua al II-lea (obba, 1933-1978)
- Buganda: Mutesa al II-lea (Edward William Frederick David Walugembe Mutehi Luwangula) (kabaka, 1939-1953, 1955-1966)
- Bunyoro: Winyi al IV-lea (Tito Gafabusa) (mukama din dinastia Bito, 1924-1967)
- Burundi: Mwambutsa al IV-lea Baciricenge (mwami din a patra dinastie, 1915-1966)
- Egipt: Faruk (rege, 1936-1952)
- Ethiopia: Ras Tafari Kadamawi (Haile Selassie I) (împărat, 1930-1974)
- Kanem-Bornu: Umar Sanda Kiyarimi (șeic din dinastia Kanembu, 1937-1969)
- Lesotho: Moshoeshoe al II-lea (Constantine Bereng Seeiso) (rege, 1940-1990, 1995-1996)
- Liberia: Edwin J. Barclay (președinte, 1930-1943)
- Maroc: Sidi Mohammed ibn Youssef (Mohammed al V-lea) (sultan din dinastia Alaouită, 1927-1961)
- Oyo: Laeigbolu I (rege, 1911-1944)
- Rwanda: Mutara al III-lea Rudahigwa (Charles) (rege, 1931-1959)
- Swaziland: Sobhuza al II-lea (Mona) (rege din clanul Ngwane, 1899-1982)
- Tunisia: Ahmad al II-lea ibn Ali (bey din dinastia Husseinizilor, 1929-1942)
- Zanzibar: Halifa ibn Harrub (sultan din dinastia Bu Said, 1911-1960)

## Asia

### Orientul Apropiat
- Afghanistan: Muhammad Zahir Șah (rege din dinastia Barakzay, 1933-1973)
- Arabia Saudită: Abd al-Aziz al II-lea ibn Abd ar-Rahman ibn Saud (emir, 1902-1953; sultan, din 1917; rege, din 1932)
- Bahrain: Hamad ibn Isa (I) (emir din dinastia al-Khalifah, 1923-1942)
- Iordania: Abd Allah (emir, 1921-1951; rege, din 1946)
- Irak: Faisal al II-lea (rege din dinastia Hașemită, 1939-1958)
- Iran: Mohammad Reza Khan (șah din dinastia Pahlavi, 1925-1941) și Mohammad Reza Pahlavi Aryamehr (șah din dinastia Pahlavi, 1941-1979; șahinșah, din 1967)
- Kuwait: Ahmad ibn Jabir (II) (emir din dinastia as-Sabbah, 1921-1950)
- Liban: Emile Edde (președinte, 1936-1941) și Alfred Naccache (președinte, 1941-1943)
- Oman: Said ibn Taimur (emir din dinastia Bu Said, 1932-1970)
- Qatar: Abdullah ibn Kasim (emir din dinastia at-Thani, 1913-1949)
- Siria: Khaled al-Azm (președinte, 1941) și Taj ad-Din al-Hassani (președinte, 1941-1943)
- Turcia: Ismet Inonu (președinte, 1938-1950)
- Yemen, statul Sanaa: al-Mutauakkil ala-l-lah Yahya ibn Muhammad (imam, 1904-1948; rege, din 1918)

### Orientul Îndepărtat
- Bhutan: Jigme Wang-chuk (rege din dinastia Wang-Chuk, 1926-1952)
- Brunei: Ahmad Taj ad-Din (sultan, 1924-1950)
- Cambodgea: Preah Bat Samdech Preah Sisovath Monivong Krom Zuong (rege, 1927-1941) și Preah Bat Samdech Preah Norodom Sihanuk Varman Reach Harivong Uphato Sucheat Visothipong Akamohaborasrat Nikarodom Thammik Mohareachea-thireach Baromaneat Baromabopit Preah Chau Krung Kampuchea Thippadey (rege, 1941-1955)
- China: Liu Sen (președinte, 1932-1943) și Wang Jingwei (președinte, 1940-1944)
- Filipine: Manuel Luis Quezon (președinte, 1935-1944)
- India: Victor Alexander John Hope (vicerege, 1936-1938, 1938-1943)
- Japonia: Hirohito (împărat, 1926-1989)
- Laos, statul Champassak: Chao Nguy (Tiao Ratsadanay) (rege, 1900-1946; guvernator, din 1907)
- Laosul superior: Som Dak Phra Chao Sisavang Vong (rege, 1904-1945; ulterior, rege în Laos, 1945-1959)
- Maldive: Nur ad-Din Hassan Iskandar (sultan, 1935-1945)
- Mataram (Jogjakarta): Abd ar-Rahman Amangkubowono al IX-lea (Hamanku Buwono, Senepati Injatigo Abd ar-Rahman Saiydi Pandogorno Halifa) (sultan, 1940-1949)
- Mataram (Surakarta): Pakubowono al XI-lea (Senapati Ingaloyo Abd ar-Rahman Saiyid ad-Din Panolugono) (sultan, 1939-1945)
- Mongolia: Goncighiin Bumatende (președinte, 1940-1953)
- Nepal, statul Gurkha: Tribhuvana Bir Bikram Jang Bahadur Șah Bahadur Șamșir Jang Deva (rege, 1911-1950, 1951-1955)
- Thailanda, statul Ayutthaya: Pra Paramindra Maha Ananda Mahidol (Rama al VIII-lea) (rege din dinastia Chakri, 1935-1946)
- Tibet: Ngag-dbang bLo-bzang bsTan-dsin rgya-mtsho (dPa-bo Dongrub) (dalai lama, din 1939)
- Tibet: Panchen bLo-bzang P'rin-las lHun-grub Ch'os-kyi rgyal-mtshan (Choskyi Gyaltsen) (panchen lama, din 1940)
- Uniunea Sovietică: Mihail Ivanovici Kalinin (președinte, 1922-1946; anterior, președinte al Rusiei, 1919-1922)
- Vietnam, statul Annam: Bao Dai (Nguyen Vinh-Thuy) (împărat din dinastia Nguyen, 1926-1945; ulterior, șef al statului în Vietnamul de sud, 1949-1955)

## America
- Argentina: Ramon S. Castillo (președinte, 1940-1943)
- Bolivia: Enrique Penaranda del Castillo (președinte, 1940-1943, 1943)
- Brazilia: Getulio Dornelles Vargas (președinte, 1930-1945; dictator, din 1937)
- Canada: Alexander A. F. Cambridge (guvernator general, 1940-1946)
- Chile: Pedro Aguirre Cerda (președinte, 1938-1941) și Jeronimo Mendez Arancibia (președinte, 1941-1942)
- Columbia: Eduard Santos Montejo (președinte, 1938-1942)
- Costa Rica: Rafael Angel Calderon Guardia (președinte, 1940-1944)
- Cuba: Fulgencio E. Batista y Zaldivar (dictator, 1940-1944, 1952-1954, 1954-1958)
- Republica Dominicană: Manuel de Jesus Troncoso de la Concha (președinte, 1940-1942)
- Ecuador: Carlos Alberto Arroyo del Rio (președinte, 1940-1944)
- El Salvador: Maximiliano Hernandez Martinez (președinte, 1931-1934, 1935-1944)
- Guatemala: Jorge Ubico Castaneda (președinte, 1931-1944)
- Haiti: Stenio Joseph Vincent (președinte, 1930-1941) și Elie Lescot (președinte, 1941-1946)
- Honduras: Tiburcio Carias Andino (președinte, 1933-1948)
- Mexic: Manuel Avila Camacho (președinte, 1940-1946)
- Nicaragua: Anastasio Somoza Garcia (președinte, 1937-1946, 1950-1956)
- Panama: Arnulfo Arias Madrid (președinte, 1940-1941, 1949-1951, 1968), Ernesto Jaen Guardia (președinte, 1941) și Ricardo Adolfo de la Guardia (președinte, 1941-1945)
- Paraguay: Higinio Morinigo (președinte, 1940-1948)
- Peru: Manuel Prado y Ugarteche (președinte, 1939-1945, 1956-1962)
- Statele Unite ale Americii: Franklin Delano Roosevelt (președinte, 1933-1945)
- Uruguay: Alfredo Baldomir (președinte, 1938-1943; dictator, din 1942)
- Venezuela: Eleazar Lopez Contreras (președinte, 1935-1941) și Isaias Medina Angarita (președinte, 1941-1945)

## Oceania
- Australia: Alexander Gore Arkwright Hore-Ruthven (guvernator general, 1936-1945)
- Noua Zeelandă: George Vere Arundell Monckton-Arundell (guvernator general, 1935-1941), Michael Myers (administrator, 1930, 1935, 1941, 1946) și Cyrill Louis Norton Newall (guvernator general, 1941-1946)
- Tonga: Salote Tupou a III-a (regină, 1918-1965)